# Instrument muzical

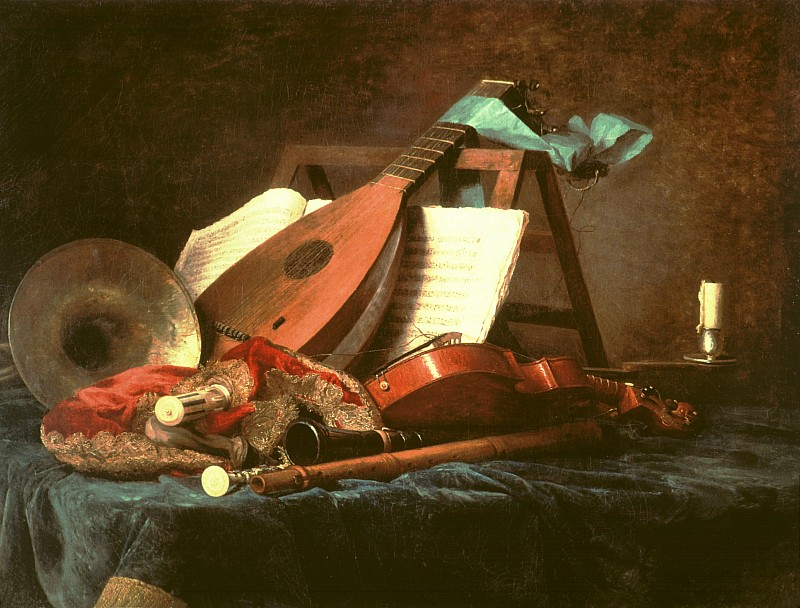
Pictură de Anne Vallayer-Coster (1770). Cuprinde o selecție de instrumente muzicale baroce.

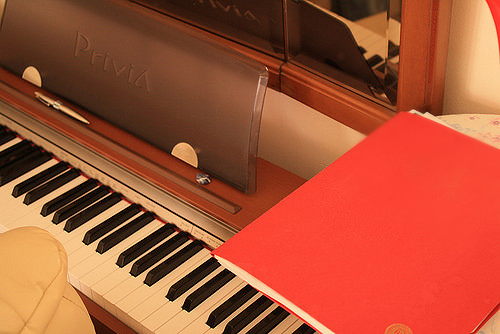
Claviatura unui pian digital (2016)

Un instrument muzical este un obiect utilizat în interpretarea unei compoziții muzicale.
Instrumentele muzicale sunt de obicei clasificate în patru mari grupe tradiționale: cu coarde, suflători din lemn, suflători din alamă și instrumente de percuție, la care se adaugă suflători cu structură complexă și instrumentele electronice.
Muzicienii folosesc o mare varietate de instrumente pentru a crea sunete și a interpreta o compoziție muzicală. Unele instrumente sunt simple obiecte de lemn măiestrit lucrate, altele utilizează tehnologii avansate. Instrumentele muzicale au caracteristici variate, iar popularitatea lor diferă de la o regiune la alta. Instrumentele muzicale pot fi acustice, când sunetele sunt direct generate, sau electrice, când sunt folosite cu un amplificator de sunet.
Instrumentele muzicale sunt caracterizate de registru și timbru.

## Instrumente cu coarde

### Instrumente cu coarde „ciupite”
| Instrument | Observații generale |
| Lăută      | Lăuta a fost instrumentul preferat (alături de viola da gamba) al muzicienilor secolului al XVI-lea. Lăuta a avut un rol primordial în înflorirea acompaniamentului instrumental, asociindu-se cu vocea fără a fuziona cu aceasta, îmbogățind astfel discursul muzical fără a compromite inteligibilitatea textului. Are cutia de rezonanță bombată, gâtul relativ scurt cu 6 coarde duble și cheile dispuse în unghi drept. In Evul Mediu se cânta cu o pană, iar ulterior prin ciupire cu degetele. |
| Teorbă     | Un hibrid între o lăută bas și o liră. |
| Vihuela    | Vihuela, un instrument cu un repertoriu considerabil, a fost foarte populară în Spania. A fost înlocuită de chitară în secolul al XVII-lea. |
| Chitară    | Originară în Spania, chitara acustică este astăzi unul din cele mai populare instrumente. |
| Ukulele    | O mică chitară cu patru coarde. |
| Mandolină  | Un instrument asemănător lăutei la care se cântă prin ciupire cu plectru. |
| Cobză      | O lăută populară în Europa de Est. |
| Banjo      | Un instrument cu o cutie de rezonanță clindrică, cu patru sau cinci coarde, de origine africană. |
| Bouzouki   | O laută populară în Grecia modernă. |
| Țiteră     | O familie de instrumente cu coardele și cutia de rezonanță de aceeași lungime. |
| Liră       | Un instrument în care coardele vibrează liber paralel cu placa de rezonanță. |
| Harpă      | Un instrument în care coardele vibrează liber perpendicular pe placa de rezonanță. |
| Clavecin   | Clavecinul este format dintr-o cutie conținând o placă de rezonanță (tablă armonică) pe care sunt întinse coardele. Apăsând o clapă, executantul ridică o limbă de lemn prevăzută cu un cioc din piele plasată lângă o coardă; acest cioc ciupește coarda și o face să vibreze, așa cum degetul ciupește și face să vibreze coarda chitarei. |
| Sitar      | O lăută indiană cu coarde rezonante. Se cântă prin ciupire cu plectru. |
| Biwa       | O lăută japoneză. Se cântă prin ciupire cu plectru. |
| Shamisen   | Un alt model de lăută japoneză. Se cântă prin ciupire cu plectru. |

### Instrumente cu arcuș
| Instrument                      | Observații generale |
| Vioară                          | Vioara este instrumentul cu coarde și arcuș cu acordajul cel mai înalt. Vioara se ține sprijinită de umărul stâng, sub bărbie. Începând din secolul al XVI-lea vioara pătrunde în toate domeniile muzicale, iar în secolul al XVIII-lea este instrumentul solist preferat în ansamblurile de muzică de camera și în orchestre. Timbrul viorii este mai „strălucitor” decât al violei, ceea ce explică succesul și lunga neîncredere față de aceasta. Acordajul este în cvinte. |
| Violă                           | Viola este un instrument din familia viorii cu dimensiuni intermediare între cele ale viorii și ale violoncelului. Timbrul violei este mai „întunecat” decât cel al viorii. Acordajul este cu o cvintă sub cel al viorii. |
| Violoncel                       | Violoncelul are dimensiuni mult mai mari decât vioara sau viola și un registru mai grav. Se ține vertical, între genunchi, sprijinit pe podea cu un picior (de metal sau lemn) cu vârf ascuțit. Acordajul este cu o octavă sub cel al violei. |
| Viola da gamba                  | Viola da gamba este o întregă familie de instrumente care a precedat în popularitate familia viorii (cele trei instrumente de mai sus). Au cutia de rezonanță cu spatele drept, bare pe gât și șase coarde. Familia violei da gamba a revenit într-o oarecare măsură în atenția muzicienilor cu utilizarea unor astfel de instrumente în formațiile de muzică veche. Se interpretează cu instrumentul ținut pe sau între picioare.                                             |
| Viola da braccio                | O familie de instrumente similare în formă cu viola da gamba, la care se cântă cu instrumentul ținut pe braț. |
| Viola d'amore                   | Un instrument de mărimea violei cu coarde rezonante. |
| Contrabas                       | Contrabasul este un hibrid între instrumente din familia violei da gamba și familia viorii. Este cel mai mare și cel mai grav ca sonoritate instrument cu coarde și arcuș. Se interpretează stând în picioare. Acordajul este în cvarte. |
| Vioară cu goarnă (vioara Stroh) | O vioară cu o goarnă montată pe cutia de rezonanță. |
| Baryton                         | Versiunea bas a violei d'amore. |

### Instrumente cu coarde „lovite”
| Instrument | Observații generale |
| Clavicord  | Un instrument cu mecanism de claviatură în care apăsarea unei clape separă o coardă în două părți, cu doar una din acestea lăsată să vibreze liber.                   |
| Pian       | A fost inventat în Italia la începutul secolului al XVIII-lea. Noul instrument propune o paletă expresivă, o amploare sonoră și o bogăție a timbrului fără precedent. |
| Țambal     | Acționat prin apăsare cu baghete. |

## Instrumente de suflat din lemn
| Instrument  | Observații generale |
| Fluier      | Cel mai vechi instrument muzical de suflat cunoscut este un fluier de acum 35.000 ani descoperit în Germania.                            |
| Flaut       | Cu cavitate cilindrică și fără ancie. |
| Flaut dulce | Cu cavitate conică și fără ancie. |
| Oboi        | Cu cavitate conică și cu ancie dublă. |
| Corn englez | Cu cavitate conică, ancie dublă și un registru o cvintă sub oboi.                                                                        |
| Clarinet    | Cu cavitate cilindrică și ancie simplă.                                                                                                  |
| Fagot       | Cu registru grav și timbru nazal este alcătuit dintr-un tub conic lung și un tub suplimentar îndoit la capăt, terminat cu o ancie dublă. |
| Saxofon     | Cu cavitate conică și ancie simplă. |
| Taragot     | Cu cavitate conică și ancie simplă. |
| Cimpoi      | O familie de instrumente de forma mai multor fluiere atașate de un burduf.                                                               |
| Nai         | Instrument popular in Romania, Munții Anzi, Africa de Est și Oceania.                                                                    |
| Shakuhachi  | Fluier de bambus japonez. |
| Ocarină     | Un flaut de formă globulară. |

## Suflători din „alamă”
| Instrument   | Observații generale |
| Trompetă     | Trompeta este unul dintre cele mai vechi instrumente. O serie de valve activate pe partea superioară a instrumentului sunt deschise sau închise în diferite combinații pentru a crea note de diferite înălțimi. |
| Cornet       | Un instrument asemănator cu o trompetă, cu o cavitate conică mai pronunțată. |
| Trombon      | Trombonul generează sunete de diferite înălțimi prin deplasarea unei culise (sau al unui sistem de ventile) care lungește sau scurtează coloana de vibrație a instrumentului. |
| Corn francez | Instrumentul modern este format dintr-un tub de bază, învârtit într-o formă compactă terminată cu un clopot, pe care sunt așezate o serie de valve. Înainte ca sistemul de valve să fie inventat, diferite note se obțineau prin diferite intensități de suflu, prin diferite coturi (porțiuni de tub auxiliare) care modificau lungimea de bază a tubului principal sau prin așezarea mâinii în diferite poziții în interiorul clopotului. |
| Corn poștal  | Un corn fără valve. |
| Tubă         | Tuba este cel mai grav instrument de suflat din alamă din orchestra simfonică. Este format dintr-un pavilion larg, un tub răsucit și un mecanism de pistoane. |
| Goarnă       | Un instrument fără valve cu originea în cornurile de animale. |
| Fligorn      | O goarnă cu valve. |
| Eufoniu      | O tubă de dimensiuni mai reduse. |
| Bucium       | Un corn folosit de păstori. |

## Suflători cu structură complexă
| Instrument | Observații generale |
| Orgă       | Sunetele sunt produse de vibrația unei coloane de aer suflat mecanic în tuburi acordate, asemănătoare unor fluiere. O serie de asemenea tuburi, distinctă prin timbrul sonor pe care îl produce, poartă denumirea de „registru” sau „joc”). Orga se controlează folosind una sau mai multe claviaturi; acestea se numesc manuale (controlate cu ajutorul mâinilor) și pedaliere (formate din grinzi lungi de lemn, acționate de instrumentist cu tălpile; sunt considerate claviaturi fiindcă înălțimile sunt dispuse pe baza aceluiași sistem). |
| Flașnetă   | O mică orgă portativă. |
| Muzicuță   | Sunetul caracteristic este dat de ancii care vibrează liber. Este populară mai ales în muzica blues, country, western. |
| Clavietă   | O muzicuță cu clape. |
| Shō        | O muzicuță japoneză. |
| Acordeon   | Cu originea în muzicuța japoneză (shō) sau chinezească (sheng) a fost inventat în secolul al XIX-lea. |
| Bandoneon  | Un acordeon cu butoane pentru ambele mâini, popular in Argentina. |
| Concertină | Un acordeon simplu, de formă hexagonală. |

## Instrumente de percuție

### Cu ton definit
| Instrument       | Observații generale |
| Timpan           | Timpanul este format dintr-o membrană întinsă pe o emisferă de metal. Înălțimea sunetului produs poate fi ajustată prin tensionarea membranei. |
| Xilofon          | Xilofonul este alcătuit dintr-un sistem de plăci de lemn acordate diferit, care răsună când sunt lovite cu niște ciocănașe de lemn. |
| Celestă          | Celesta este un instrument cu claviatură de tipul pianului, la care sunetul, cu timbru dulce și cristalin, se produce prin lovirea unor plăci metalice cu ciocane de lemn. |
| Vibrafon         | Vibrafonul este un instrument de percuție format din plăci de metal așezate deasupra unor tuburi de rezonanță în care prelungesc vibrația și amplifică sunetul produs prin lovirea plăcilor cu baghete. |
| Clopot           | Sunetul de cea mai lungă durată al unui clopot este la o octavă sub fundamentală (care este definită ca tonul de cea mai mare intensitate). Armonicele sunt la o terță mică, o cvintă perfectă și o octavă peste fundamentală. Acordajul se face prin modificarea selectivă a grosimii plăcii de metal. De exemplu, micșorarea grosimii la un nod al unei armonice va descrește frecvența acesteia. |
| Clopote tubulare | Un set de tuburi cilindrice suspendate într-un cadru care sunt lovite cu un ciocănel. |
| Marimbafon       | Marimbafonul este un instrument asemănător xilofonului fiind folosit în Africa Centrală și America de Sud. A fost preluat și în orchestrele simfonice. |
| Cajón            | Un cajón este un instrument de percuție în formă de cutie, la care se cântă prin lovirea fețelor din față sau din spate (în general, placaj subțire) cu mâinile, degetele, sau uneori instrumente precum perii, ciocane sau bețe. |

### Cu ton difuz
| Instrument       | Observații generale |
| Tobă mare        | Face parte din Baterie. |
| Tobă mică        | Face parte din Baterie. |
| Talgere (cinele) | Face parte din Baterie. |
| Tamburină        | O mică tobă cu talgere montate pe circumferință. |
| Gong             | Gongul este un instrument originar din Asia, format dintr-un disc de metal ușor bombat, suspendat de un cadru.                                       |
| Tam-tam          | Un instrument asemănător cu un gong. |
| Trianglu         | Trianglul (sau „triunghiul” – formă ieșită din uz), este format dintr-un cadru metalic triunghiular suspendat care este lovit cu o baghetă metalică. |
| Castaniete       | Castanietele sunt instrumente de origine spaniolă, formate din două piese de lemn în formă de cochilii legate între ele.                             |
| Maracas          | Un vas portabil plin cu semințe sau un material similar care este agitat. Este popular în America Latină.                                            |
| Drâmbă           | O mică limbă de lemn sau metal fixată la un capăt.                                                                                                   |

## Instrumente electronice
| Instrument           | Observații generale |
| Teremin              | Inventat în anii 1920. Înălțimea sunetului este derminată de poziția mâinilor relativ la o antenă. |
| Ondes Martenot       | Un instrument electronic cu claviatură inventat în 1926. |
| Hellertion           | Un instrument electronic cu claviatură inventat de Peter Lertes și Bruno Hellberger în 1928. |
| Trautonium           | Inventat de Friedrich Trautwein in 1928-1930. |
| Orga-radio           | Inventată de Coupleaux și Givelet în 1932. |
| Orgă electronică     | Versiunea electronică a instrumentului. Un exemplu cu 3 octave este modelul Solovox fabricat de firma Hammond. |
| Chitară electrică    | Are succes din anii 1930. |
| Sintetizator         | Un model cu 6 octave fabricat de firma Hammond în perioada 1939-1942, numit Novachord, a avut un succes limitat. Din anii 1970 poate produce efecte sonore care aproximează bine sunetele provenite de la oricare din instrumentele de mai sus sau poate genera o varietate practic infinită de sunete complet noi. |
| Sintetizator de ritm | O tobă electronică. |
| Sampler              | Un instrument care produce sunete după un model („sample”) pre-determinat de utilizator. |
| Pian digital         | Versiunea electronică a instrumentului. |